# Tabanus neavei
Tabanus neavei är en tvåvingeart som beskrevs av Austen 1912. Tabanus neavei ingår i släktet Tabanus och familjen bromsar. Inga underarter finns listade i Catalogue of Life.